# Sahat-kula
Sahat-kula (od tur. saat kule, od saat < arapski sā‘a: sat + kule < arap. qulla: kula), sat-kula (sat kula, sahat-kula), arhaični izraz za toranj sa satom, koji se rabi na području Bosne i Hercegovine. Sahat-kule su karakteristične za gradove u BiH, ali i za druga mjesta koja su bila pod vlašću ili utjecajem Osmanskoga Carstva. Prva takva spominje u Skoplju i datira 1566. i 1572. godine.
Pojam se koristi u osmanskom graditeljstvu. Kamene su i četverokutne. Nastale su pod utjecajem sličnih građevina i romaničkih zvonika u srednjoeuropskim, talijanskim i hrvatskim obalnim gradovima.
Naime, sahat-kule su građene isključivo u europskom dijelu Osmanskoga Carstva, posebice u Bosni i Hercegovini, gdje je takva gradnja bila islamskom inačicom zapadnoeuropskomu zvoniku. Sahat-kule su građene uglavnom s velikim satom (obično na sva četiri pročelja) kako bi veći broj stanovnika određenog mjesta mogao čitati vrijeme. 
Prema jednom putopiscu iz Francuske iz 16. stoljeća, prva sahat-kula podignuta je u Skoplju između 1566. i 1572. godine. Sahat-kule su najčešće građene u središnjim zonama grada, i to uz džamije, kao zadužbine pojedinih vakufa, iako ih ima i na drugim mjestima. Primjerice, sahat-kula u Maglaju je podignuta u oboru maglajske utvrde, ili pak one Tešnju, Gradačcu ili Počitelju.

## Značajke
Sahat-kule su visoke građevine četverokutne osnove, zidane najčešće kamenom i pokrivene šatorastim krovom. Ispod krova sahat-kule, najčešće se nalazi vijenac, a ispod njega četiri otvora okrenuta na sve četiri strane, gdje se nalazi sat s napravom za otkucavanje vremena. Satovi su spojeni sa zvonom. Osim ta četiri, na sahat-kulama se javljaju i otvori u vidu puškarnica, koji su raspoređeni od podnožja do vrha objekta. Ovi otvori imaju zadatak da male količine svjetlosti uvedu u unutrašnjost objekta i osvijetle strmo drveno stubište kojim se dolazi do satnoga mehanizma. Stubišta su bila postavljena uz zidove i imala su na kutovima podeste – odmorišta. 

## Sahat-kule u Bosni i Hercegovini
Sahat-kule u Bosni i Hercegovini uglavnom su napravljene za vrijeme osmanske uprave, a napravljene su zbog potreba obavljanja pet dnevnih namaza, pa su na kule postavljeni javni satovi. Uglavnom su građene nedaleko od džamija i često su bile dijelom većeg urbanog kompleksa koji je pored džamije također često imao i: mauzoleje, hamame, šadrvane i zanatske radionice. Sahat-kula je predstavljala značajan arhitektonski objekt u klasičnoj osmanlijskoj organizaciji grada na prostorima Bosne i Hercegovine koji je označavao središte ekonomsko razvijene urbane sredine.
U razdoblju osmanlijske uprave u Bosni i Hercegovini izgrađena je 21 sahat-kula:
- Banjolučka sahat-kula – Banja Luka (prva sahat kula u Bosni i Hercegovini, srušena 1993. godine)
- Donjovakufska sahat-kula – Donji Vakuf
- Fočanska sahat-kula – Foča
- Gračanička sahat-kula – Gračanica
- Gradačačka sahat-kula – Gradačac
- Gornjovakufska sahat-kula – Gornji Vakuf
- Jajačka sahat-kula – Jajce
- Livanjska sahat-kula – Livno
- Maglajska sahat-kula – Maglaj
- Mostarska sahat-kula – Mostar
- Nevesinjska sahat-kula – Nevesinje
- Počiteljska sahat-kula – Počitelj
- Prozorska sahat-kula – Prozor
- Prusačka sahat-kula – Prusac
- Sarajevska sahat-kula – Sarajevo
- Stolačka sahat-kula – Stolac
- Tešanjska sahat-kula – Tešanj
- Travnička sahat-kula na Musali – Travnik
- Travnička sahat-kula u Gornjoj čaršiji – Travnik
- Trebinjska sahat-kula – Trebinje
- Vratnička sahat-kula – Vratnik (Sarajevo), (sagrađena 1874. godine od drveta te srušena radi nestabilnosti i opasnosti od rušenja)

## Sahat-kule u drugim balkanskim zemljama
- Beogradska sahat-kula – Beograd
- Husein-pašina sahat-kula – Pljevlja
- Skopljanska sahat-kula – Skoplje

## Vanjske poveznice
Banjolučka sahat-kula